# Saint-Denis-sur-Sarthon
Saint-Denis-sur-Sarthon è un comune francese di 1 189 abitanti situato nel dipartimento dell'Orne nella regione della Normandia.

## Società

### Evoluzione demografica
Abitanti censiti